# بیمارستان بریگهام و زنان
بیمارستان بریگهام و زنان (انگلیسی: Brigham and Women's Hospital) دومین بیمارستان آموزشی بزرگ دانشکده پزشکی هاروارد و بزرگ‌ترین بیمارستان در منطقه پزشکی لانگ‌وود در بوستون، ماساچوست است. همراه با بیمارستان عمومی ماساچوست، یکی از دو عضو بنیانگذار مَـس جنرال بریگهام، بزرگ‌ترین ارائه دهنده مراقبت‌های بهداشتی در ماساچوست است. رابرت هیگینز، به عنوان رئیس فعلی بیمارستان خدمت می‌کند.
بیمارستان بریگهام و زنان دومین برنامه پژوهشی بیمارستانی بزرگ جهان (پس از بیمارستان عمومی ماساچوست) را با بودجه تحقیقاتی سالانه بیش از ۶۳۰ میلیون دلار ارائه می‌کند. دستاوردهای پیشگام در این بیمارستان شامل نخستین عمل موفقیت‌آمیز دریچه قلب در جهان و نخستین پیوند عضو در جهان است.